# Paul van Württemberg

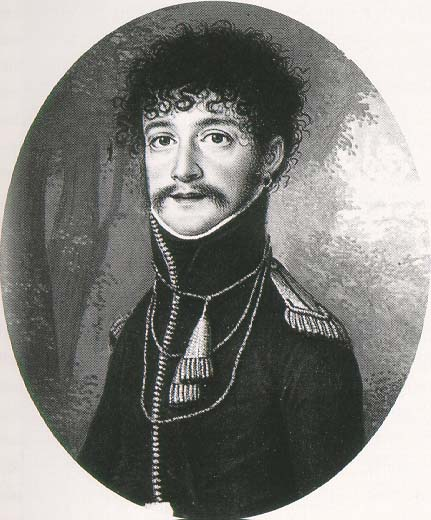
Paul van Württemberg

Paul Karel Frederik August van Württemberg  (Sint-Petersburg, 19 januari 1785 – Parijs, 16 april 1852) was de jongste zoon van koning Frederik I van Württemberg en Augusta Caroline van Brunswijk-Wolfenbüttel.
Zijn jeugd bracht de broer van de latere koning Willem I en grootvader van koning Willem II aanvankelijk in Rusland door, waar zijn vader in de rangen van luitenant-generaal en gouverneur-generaal van Finland werd benoemd. Na de dood van zijn moeder in 1788 trok Paul met zijn vader eerst naar Zwitserland (Monrepos bij Lausanne) en vervolgens naar Bodenheim bij Mainz. Pas in 1790 kwam hij naar Württemberg, omdat zijn vader in Ludwigsburg ging wonen en daarna al snel erfprins van Württemberg werd. Tussen 1796 en 1799 moest de familie wegens de oorlogen met Frankrijk het land meermalen verlaten. Van 1799 tot 1803 werd de prins door hofmeesters en leraren opgeleid. Reeds in 1799 kreeg hij zijn eerste kolonelspatent. Tijdens zijn studie hield hij zich voornamelijk bezig met militaire wetenschappen, maar ook met politiek, filosofie en geschiedenis.
Op 28 september 1805 vond in Ludwigsburg het huwelijk plaats met Catharine Charlotte van Saksen-Hildburghausen, dochter van Frederik van Saksen-Hildburghausen en Charlotte Georgine Louise van Mecklenburg-Strelitz. De meerdere dagen durende bruiloftsfeesten, die van 28 tot 30 september plaatsvonden, werden abrupt afgebroken door de Franse inval in het keurvorstendom Württemberg.
In 1806 kocht Paul een huis in Cannstatt, waar hij zich met zijn gezin vestigde. Nog in hetzelfde jaar (voor de uitbraak van de oorlog met Pruisen) verliet hij in het geheim Württemberg en begaf zich in de legerplaats van de hertog van Brunswijk om aan Pruisische zijde tegen Frankrijk te strijden. Zijn vader koning Frederik, die aan de Franse zijde aan de oorlog deelnam, verzocht de Pruisische koning vergeefs om de terugkeer van de prins. Pas in 1808 keerde Paul terug naar Württemberg, waar hij zich met zijn vader verzoende. Reeds spoedig daarna groeiden er nieuwe spanningen tussen vader en zoon. Zo was Paul in 1812 niet bereid tegen Rusland ten strijde te trekken. Tijdens de wapenstilstand van 1813 trad hij tegen de wil van zijn vader in Russische dienst en maakte daar de bevrijdingsoorlogen mee (o.a. in 1814 als bevelhebber van de Anhalt-Thüringse divisie van het 3e legerkorps onder Karel August van Saksen-Weimar-Eisenach). Na het sluiten van de vrede verliet hij de Russische dienst in de rang van luitenant-generaal, maar hij keerde ondanks oproepen van zijn vader niet terug naar Württemberg. Een verzoek van Paul aan de keizer van Oostenrijk, Frans II om in Oostenrijkse dienst te mogen treden werd afgewezen.
Ook na de dood van zijn vader in 1816 bleef de verhouding van Paul met het regerende huis gespannen. Zo waren er van 1817 tot 1819 geschillen met zijn broer koning Willem I over de huiswetten, de apanageverhoudingen en de constitutionele strijd in Württemberg. Een verzoek van de prins aan de Duitse Bondsdag om hem te steunen tegen koning Willem werd afgewezen.
Intussen ontstond er ook een gespannen verhouding met zijn vrouw, zodat hij zich in 1818 officieus van haar scheidde. Zij hadden samen de volgende kinderen:
- Helena Charlotte (1807-1873), gehuwd met Michael, zoon van tsaar Paul I van Rusland,
- Frederik (1808-1870), gehuwd met Catharina Frederika van Württemberg, en vader van koning Willem II van Württemberg (1848-1921),
- Karel (1809-1810)
- Pauline (1810-1856), gehuwd met Willem van Nassau,
- August (1813-1885), gehuwd met Marie Behtge.

Zijn vrouw woonde sindsdien in haar geboortestad Hildburghausen. Een verzoek van Paul om een formele scheiding werd in 1823 door koning Willem afgewezen. De kinderen bleven aan het koninklijk hof in Ludwigsburg en Paul ging in Parijs wonen, waar hij een relatie aanging met de uit Spanje stammende katholieke Engelse lady Magdalena Chimenez Suttingham. Uit deze relatie stamt waarschijnlijk de dochter Pauline Chiminez (geboren 1818 in Parijs, overleden 1905 in Parijs). Na de dood van zijn vrouw in 1847 trouwde hij Magdalena morganatisch.
In Parijs, waar Paul sinds 1817 in een hotel aan de Place de Vendôme woonde, verkeerde hij aan de hoven van de Bourbons, de Orléans en de Bonapartes. Dat hij een goede reputatie had blijkt uit het feit dat hij in 1830 op de lijst stond met kandidaten voor de Griekse troon. Zijn financiën waren daarentegen niet op orde. Van 1821 tot 1826 had hij problemen met schuldeisers.
In zijn latere jaren oriënteerde Paul zich op het katholicisme onder invloed van zijn dochter Pauline de Montessuy, haar moeder en een Jezuïetenpater. Zijn overgang tot het katholicisme op 30 januari 1852, enige maanden voor zijn dood op 16 april 1852 werd eerst geheimgehouden en zijn protestante familieleden pas op zijn sterfbed meegedeeld.
Paul had in zijn testament zijn beide dochters uit het eerste huwelijk tot erfgenamen benoemd. De rechtmatigheid van zijn overgang tot het katholicisme werd door zijn schoonzoon hertog Willem van Nassau aangevochten. De zaak zorgde in Württemberg voor enige opschudding omdat sommigen van mening waren dat het erfrecht van zijn zoons op de troon waren aangetast. Deze zienswijze bleek juridisch niet houdbaar.